# 本多俊毅
本多 俊毅（ほんだ　としき）は、日本の経済学者。専門は金融論。一橋大学大学院経営管理研究科教授。日本ファイナンス学会会長、MPTフォーラム副会長、年金積立金管理運用独立行政法人（GPIF）の運用委員会委員等を歴任。

## 人物・経歴[1]
1990年一橋大学経済学部卒業。1992年一橋大学大学院経済学研究科修士課程修了、経済学修士。1997年　スタンフォード大学エンジニアリング・エコノミック・システムズ・アンド・オペレーションズ・リサーチ Ph.D。
2000年10月～2007年03月 一橋大学大学院国際企業戦略研究科 助教授
2005年04月～2006年03月 京都大学経済研究所 客員助教授
2007年04月～2012年03月 一橋大学国際企業戦略研究科 准教授
2012年04月～2018年03月 一橋大学国際企業戦略研究科 教授
2018年04月～ 一橋大学経営管理研究科経営管理専攻 教授
2016年～2018年　日本ファイナンス学会会長
2013年6月　日本ファイナンス学会 丸淳子研究奨励賞
2017年1月　日本金融・証券計量・工学学会 2016年度ジャフィー論文賞  

## 著作
著書/訳書
- 『資産価格の理論』ダレル・ダフィー(著) （山崎昭,桑名陽一,大橋和彦と共訳）創文社 1998年
- 『ファイナンスのための計量分析』John Y.Campbell (著), Andrew W. Lo (著), Craig Mackinlay (著),（祝迫得夫,中村信弘,大橋和彦,和田賢治と共訳）共立出版 2003年
- 『コーポレートファイナンス入門―企業価値向上の仕組み : 企業価値向上の仕組み』 （野間幹晴と共著） 共立出版 2005年
- 『企業価値評価と意思決定』 東洋経済新報社  2005年
- 『クレジットリスク ---評価・計測・管理--- 』D.Duffie (著), K.J.Singleton (著), 本多 俊毅 (翻訳), 上村 昌司 (翻訳)　共立出版 2009年
- 『債券ポートフォリオの計量分析 』（レブ・ディンキン (著), アンソニー・グールド  (著), ジエイ・ハイマン (著), ヴアデイム・コンスタンテイノフスキー (著), ブルース・フエルプス (著), 本多 俊毅 (翻訳)）東洋経済新報社 2010年
- 『巨大銀行はなぜ破綻したのか --- プロセスとその対策 』（ダレル・ダフィー (著), 本多俊毅 (翻訳)）NTT出版  2011年
- 『バイアウトファンド』（松木伸男,大橋和彦と共著）中央経済社 2004年
- 『ＭＢＡチャレンジ金融・財務  』中央経済社 2017年（共著）

論文
- ''Optimal portfolio Choice for Unobservable Regime-Switching Mean Returns,'' Journal of Economic Dynamics and Control 28, pp 45-78, 2003.
- ''Optimal Bond Portfolio for Investors with Long Time Horizons,'' (with Ryuji Fukaya), Asia-Pacific Financial Markets 8(4), pp.291-320,2001.
- ''Dynamic Optimal Consumption and Portfolio Problem with Partial Information,'' (with Shoji Kamimura) Asia-Pacific Financial Markets 18(2), pp. 151-166, 2011.
- ''Dynamic Optimal Pension Fund Portfolios when Risk Preferences are Heterogeneous among Pension Participants,'' International Review of Finance 12(3), pp. 329-355, 2012.
- ''On the Verification Theorem of Dynamic Portfolio-Consumption Problems with Stochastic Market Price of Risk''　Asia-Pacific Financial Markets 18(2) 151 - 166 2010年10月
- 65年目のポートフォリオ選択理論 本多 俊毅　現代ファイナンス 40(1) 1 - 24 2019年1月  査読有り
- 公的年金制度における給付削減策の延期オプション 本多 俊毅　現代ファイナンス (39) 31 - 53 2017年11月  査読有り
- 株式市場インデックスの再検討 （共著） 本多俊毅, 高橋克典　証券アナリストジャーナル 49(12) 91 - 101 2011年12月
- 公的年金における資産・負債管理と積立金運用 本多 俊毅『現代ファイナンス』 26 25 - 47 2009年1月
- 資本構成と株式リターン 本多 俊毅, 八並 純子　経済研究 58(3) 217 - 230 2007年7月
- 確率的な金利変動と最適アセットアロケーション 本多 俊毅, 本多 俊毅『現代ファイナンス』 (14) 3 - 22 2003年4月
- 投資機会が変動する場合の最適ポートフォリオについて 本多 俊毅『現代ファイナンス』 6 19 - 45 1999年1月